# Balsas (kanton)
Balsas – kanton w Ekwadorze, w prowincji El Oro. Stolicą kantonu jest Balsas.